# Simning vid världsmästerskapen i simsport 2025 – Herrarnas 800 meter frisim
Herrarnas 800 meter frisim vid världsmästerskapen i simsport 2025 avgjordes mellan den 29 och 30 juli 2025 i World Aquatics Championships Arena i Singapore Sports Hub i Kallang i Singapore.

## Rekord
Inför tävlingens start fanns följande världs- och mästerskapsrekord:
|                   | Namn      | Nation | Tid     | Ort          | Datum        |
| ----------------- | --------- | ------ | ------- | ------------ | ------------ |
| Världsrekord      | Zhang Lin | Kina   | 7.32,12 | Rom, Italien | 26 juli 2009 |
| Mästerskapsrekord | Zhang Lin | Kina   | 7.32,12 | Rom, Italien | 26 juli 2009 |

## Resultat

### Försöksheat
Försöksheaten startade den 29 juli klockan 11:05.
| Placering | Heat | Bana | Namn                          | Nationalitet | Tid     | Noteringar |
| --------- | ---- | ---- | ----------------------------- | ------------ | ------- | ---------- |
| 1         | 2    | 3    | Ahmed Jaouadi                 | Tunisien     | 7.41,58 | 0Q0        |
| 2         | 3    | 3    | Samuel Short                  | Australien   | 7.42,22 | WD         |
| 3         | 3    | 4    | Sven Schwarz                  | Tyskland     | 7.43,60 | 0Q0        |
| 4         | 3    | 5    | Bobby Finke                   | USA          | 7.44,02 | 0Q0        |
| 5         | 2    | 8    | Victor Johansson              | Sverige      | 7.44,81 | 0Q0, 0NR0  |
| 6         | 2    | 7    | Kuzey Tunçelli                | Turkiet      | 7.45,13 | 0Q0, 0NR0  |
| 7         | 2    | 5    | Lukas Märtens                 | Tyskland     | 7.45,54 | 0Q0        |
| 8         | 2    | 4    | Daniel Wiffen                 | Irland       | 7.46,36 | 0Q0        |
| 9         | 3    | 2    | Benjamin Goedemans            | Australien   | 7.48,66 | 0Q0        |
| 10        | 2    | 1    | Dávid Betlehem                | Ungern       | 7.50,57 |            |
| 11        | 3    | 7    | Fei Liwei                     | Kina         | 7.51,01 |            |
| 12        | 3    | 0    | Ilia Sibirtsev                | Uzbekistan   | 7.51,98 |            |
| 13        | 2    | 6    | Luca De Tullio                | Italien      | 7.53,04 |            |
| 14        | 1    | 4    | Ethan Ekk                     | Kanada       | 7.53,30 |            |
| 15        | 3    | 1    | Zhang Zhanshuo                | Kina         | 7.53,74 |            |
| 16        | 3    | 6    | David Aubry                   | Frankrike    | 7.54,83 |            |
| 17        | 3    | 8    | Dimitrios Markos              | Grekland     | 7.54,88 |            |
| 18        | 2    | 0    | Guilherme Costa               | Brasilien    | 7.58,84 |            |
| 19        | 3    | 9    | Juan Morales                  | Colombia     | 7.59,29 |            |
| 20        | 1    | 3    | Milan Vojtko                  | Slovakien    | 8.02,57 |            |
| 21        | 2    | 2    | Kristóf Rasovszky             | Ungern       | 8.05,09 |            |
| 22        | 2    | 9    | Khiew Hoe Yean                | Malaysia     | 8.08,62 |            |
| 23        | 1    | 5    | Aryan Nehra                   | Indien       | 8.21,30 |            |
| 24        | 1    | 6    | Liggjas Joensen               | Färöarna     | 8.21,60 |            |
| 25        | 1    | 2    | Kevin Teixeira                | Brasilien    | 8.25,32 |            |
| 26        | 1    | 7    | Vladimir Hernández Mojarrieta | Kuba         | 8.41,26 |            |

### Final
Finalen startade den 30 juli klockan 19:02.
| Placering | Bana | Namn               | Nationalitet | Tid     | Noteringar |
| --------- | ---- | ------------------ | ------------ | ------- | ---------- |
| 1         | 4    | Ahmed Jaouadi      | Tunisien     | 7.36,88 |            |
| 2         | 5    | Sven Schwarz       | Tyskland     | 7.39,96 |            |
| 3         | 7    | Lukas Märtens      | Tyskland     | 7.40,19 |            |
| 4         | 3    | Bobby Finke        | USA          | 7.46,42 |            |
| 5         | 6    | Victor Johansson   | Sverige      | 7.47,00 |            |
| 6         | 2    | Kuzey Tunçelli     | Turkiet      | 7.49,09 |            |
| 7         | 8    | Benjamin Goedemans | Australien   | 7.50,72 |            |
| 8         | 1    | Daniel Wiffen      | Irland       | 7.58,56 |            |